# Pesci elettrofori

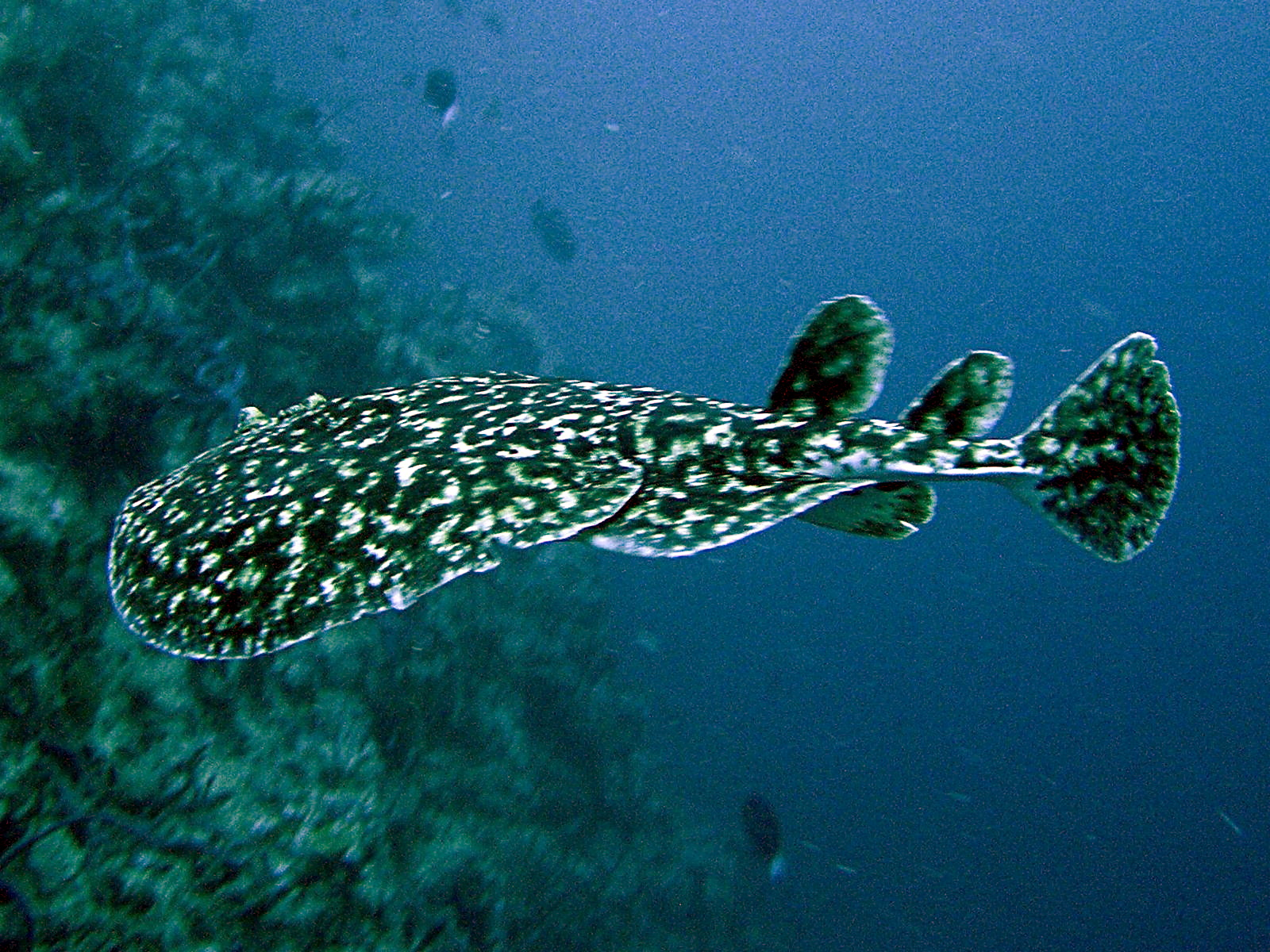
La torpedine fuscomaculata, un comune pesce elettroforo dell'Oceano Pacifico.

I pesci elettrofori, detti anche pesci elettrici e pesci elettrogenici, sono pesci in grado di generare autonomamente dei campi elettrici, generalmente tramite organi appositi di origine muscolare. Molti pesci privi di questi organi sono comunque in grado di rilevare la presenza di un campo elettrico esterno: questi pesci, definiti elettrorecettivi, non rientrano nella categoria degli elettrofori, in quanto in grado unicamente di captare, ma non di produrre elettricità. È invece generalmente vero il contrario, in quanto i pesci elettrofori sono spesso anche elettrorecettivi. 
Fra i pesci elettrorecettivi si annoverano molte specie di squali, razze e pesci gatto; tutti questi possiedono la capacità, più o meno sviluppata, di rilevare i campi elettrici, capacità che sfruttano per cacciare o per orientarsi durante gli spostamenti, ma non sono in grado di generarne di propri e pertanto non sono elettrofori. Gli elettrofori in senso stretto comprendono invece circa 400 specie, distribuite in quattro ordini; la maggior parte di questi vivono esclusivamente nelle acque dolci e sono per lo più localizzati in fiumi e laghi del continente africano e dell'America del Sud, con la sola notevole eccezione delle torpedini, che invece vivono in acque marine.

## Modalità di generazione del campo elettrico

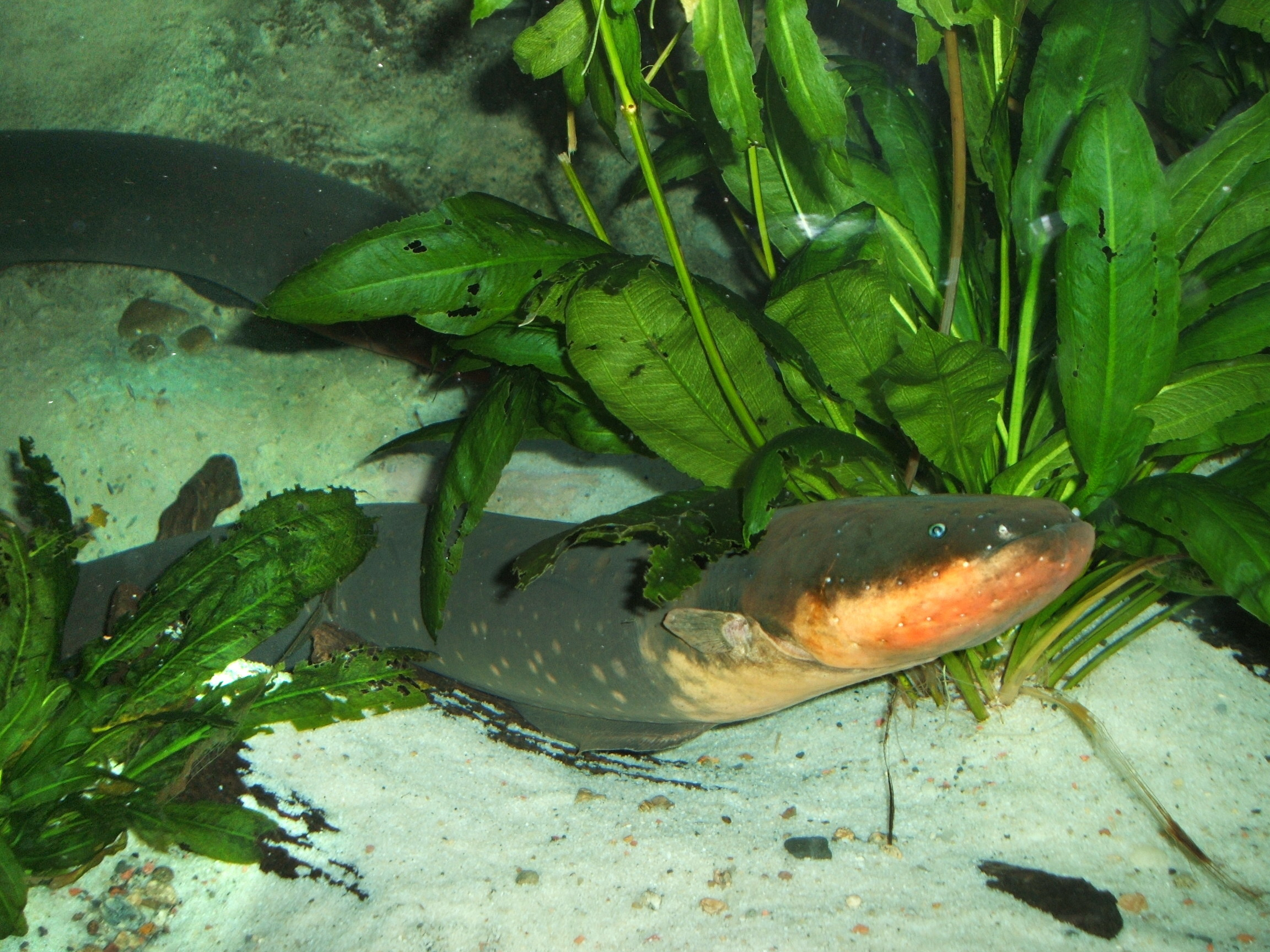
L'anguilla elettrica, Electrophorus electricus, comune del Sud America, le cui scariche sono sufficienti ad uccidere un uomo adulto, è lelettroforo per antonomasia.

Gli elettrofori producono i loro campi elettrici mediante una apposita struttura definita organo elettrico. Quest'organo è costituito fondamentalmente da tessuto muscolare modificato, attraversato da fibre nervose, il quale, contraendosi, è capace di generare una differenza di potenziale, producendo così un campo elettrico. Quest'organo è situato solitamente, anche se non sempre, a livello della coda di questi pesci.
I pesci elettrofori possono essere classificati in base all'intensità di corrente che i loro organi elettrici sono in grado di emettere; questa viene generalmente misurata registrando la differenza di potenziale prodotta dai pesci: questo valore prende il nome di scarica dell'organo elettrico (sono tuttavia più diffusi la denominazione in lingua inglese, electric organ discharge, e il suo acronimo EOD) e permette di classificare gli elettrofori in due grandi gruppi: gli elettrofori forti e gli elettrofori deboli.
Gli elettrofori forti possono produrre EOD dell'ordine di alcune centinaia di volt e correnti elettriche che possono arrivare ad 1 ampere. Questa intensità di corrente è tale da poter essere utilizzata per stordire o uccidere le proprie prede e contemporaneamente tenere lontani i predatori; in effetti, gli elettrofori forti utilizzano i campi elettrici da loro prodotti come una vera e propria arma, utilizzata per l'attacco o la difesa. Fanno parte di questa categoria le anguille elettriche del Sud America (Electrophorus electricus, detto anche gimnoto), i pesci gatto elettrici (famiglia Malapteruridae) e le torpedini (ordine Torpediniformes).
Al contrario, gli elettrofori deboli generano una scarica di tensione molto bassa, spesso minore di 1 V. Questi pesci evidentemente non possono utilizzare il proprio campo elettrico per stordire le prede, ma lo utilizzano invece per aiutarsi a mantenere l'orientamento, per localizzare oggetti o altri pesci nelle acque fangose in cui vivono (elettrolocalizzazione) o, ancora, per comunicare con i propri simili (elettrocomunicazione). Due esempi molto studiati di elettrofori deboli sono il pesce elefante di Peter (Gnathonemus petersii) o il pesce coltello fantasma (Apteronotus albifrons), entrambi spesso allevati in acquario.

## Pesci elettrofori d'acqua dolce
Questa tabella racchiude tutte le specie di pesci elettrofori d'acqua dolce noti, suddivisi per ordine e per famiglie.
| Taxon                                    | Specie |
| ---------------------------------------- | --- |
| Ordine Gymnotiformes                     | |
| Apteronotidae (46 specie in 13 generi)   | Adontosternarchus balaenops, Adontosternarchus clarkae, Adontosternarchus devenanzii, Adontosternarchus sachsi, Apteronotus albifrons, Apteronotus apurensis, Apteronotus bonapspeciesii, Apteronotus brasiliensis, Apteronotus caudimaculosus, Apteronotus cuchillejo, Apteronotus cuchillo, Apteronotus ellisi, Apteronotus eschmeyeri, Apteronotus jurubidae, Apteronotus leptorhynchus, Apteronotus macrolepis, Apteronotus macrostomus, Apteronotus magdalenensis, Apteronotus marauna, Apteronotus mariae, Apteronotus rostratus, Apteronotus spurrellii, Compsaraia compsa, Magosternarchus duccis, Magosternarchus raptor, Megadontognathus cuyuniense, Megadontognathus kaitukaensis, Orthosternarchus tamandua, Parapteronotus hasemani, Platyurosternarchus macrostomus, Porotergus gimbeli, Porotergus gymnotus, Sternarchella curvioperculata, Sternarchella orthos, Sternarchella schotti, Sternarchella sima, Sternarchella terminalis, Sternarchogiton nattereri, Sternarchogiton porcinum, Sternarchorhamphus muelleri, Sternarchorhynchus britskii, Sternarchorhynchus curvirostris, Sternarchorhynchus mesensis, Sternarchorhynchus mormyrus, Sternarchorhynchus oxyrhynchus, Sternarchorhynchus roseni |
| Gymnotidae (42 specie in 2 generi)       | Electrophorus electricus, Electrophorus varii, Electrophorus voltai, Gymnotus anguillaris, Gymnotus arapaima, Gymnotus ardilai, Gymnotus bahianus, Gymnotus capanema, Gymnotus carapo, Gymnotus cataniapo, Gymnotus chaviro, Gymnotus chimarrao, Gymnotus choco, Gymnotus coatesi, Gymnotus coropinae, Gymnotus curupira, Gymnotus cylindricus, Gymnotus diamantinensis, Gymnotus esmeraldas, Gymnotus henni, Gymnotus inaequilabiatus, Gymnotus javari, Gymnotus jonasi, Gymnotus maculosus, Gymnotus mamiraua, Gymnotus melanopleura, Gymnotus obscurus, Gymnotus omarorum, Gymnotus onca, Gymnotus panamensis, Gymnotus pantanal, Gymnotus pantherinus, Gymnotus paraguensis, Gymnotus pedanopterus, Gymnotus stenoleucus, Gymnotus sylvius, Gymnotus tigre, Gymnotus tiquie, Gymnotus ucamara, Gymnotus varzea |
| Hypopomidae (14 specie in 7 generi)      | Brachyhypopomus beebei, Brachyhypopomus brevirostris, Brachyhypopomus diazi, Brachyhypopomus janeiroensis, Brachyhypopomus occidentalis, Brachyhypopomus pinnicaudatus, Hypopomus speciesedi, Hypopygus lepturus, Hypopygus neblinae, Microsternarchus bilineatus, Racenisia fimbriipinna, Steatogenys duidae, Steatogenys elegans, Stegostenopos cryptogenes |
| Rhamphichthyidae (15 specie in 3 generi) | Gymnorhamphichthys hypostomus, Gymnorhamphichthys petiti, Gymnorhamphichthys rondoni, Gymnorhamphichthys rosamariae, Iracema caiana, Rhamphichthys apurensis, Rhamphichthys atlanticus, Rhamphichthys drepanium, Rhamphichthys hahni, Rhamphichthys lineatus, Rhamphichthys longior, Rhamphichthys marmoratus, Rhamphichthys pantherinus, Rhamphichthys rostratus, Rhamphichthys schomburgki |
| Sternopygidae (28 specie in 5 generi)    | Archolaemus blax, Distocyclus conirostris, Distocyclus goajira, Eigenmannia humboldtii, Eigenmannia limbata, Eigenmannia macrops, Eigenmannia microstoma, Eigenmannia nigra, Eigenmannia trilineata, Eigenmannia vicentespelaea, Eigenmannia virescens, Rhabdolichops caviceps, Rhabdolichops eastwardi, Rhabdolichops electrogrammus, Rhabdolichops jegui, Rhabdolichops stewspeciesi, Rhabdolichops troscheli, Rhabdolichops zareti, Sternopygus aequilabiatus, Sternopygus arenatus, Sternopygus astrabes, Sternopygus branco, Sternopygus castroi, Sternopygus dariensis, Sternopygus macrurus, Sternopygus obtusirostris, Sternopygus pejeraton, Sternopygus xingu |
| Ordine Osteoglossiformes                 | |
| Gymnarchidae (1 specie in 1 genere)      | Gymnarchus niloticus |
| Mormyridae (203 specie in 18 generi)     | Boulengeromyrus knoepffleri, Brienomyrus adustus, Brienomyrus brachyistius, Brienomyrus curvifrons, Brienomyrus hopkinsi, Brienomyrus kingsleyae eburneensis, Brienomyrus kingsleyae kingsleyae, Brienomyrus longianalis, Brienomyrus longicaudatus, Brienomyrus niger, Brienomyrus sphekodes, Brienomyrus tavernei, Campylomormyrus alces, Campylomormyrus bredoi, Campylomormyrus cassaicus, Campylomormyrus christyi, Campylomormyrus curvirostris, Campylomormyrus elephas, Campylomormyrus luapulaensis, Campylomormyrus mirus, Campylomormyrus numenius, Campylomormyrus orycteropus, Campylomormyrus phantasticus, Campylomormyrus rhynchophorus, Campylomormyrus tamandua, Campylomormyrus tshokwe, Genyomyrus donnyi, Gnathonemus barbatus, Gnathonemus echidnorhynchus, Gnathonemus longibarbis, Gnathonemus petersii, Heteromormyrus pauciradiatus, Hippopotamyrus aelsbroecki, Hippopotamyrus ansorgii, Hippopotamyrus batesii, Hippopotamyrus castor, Hippopotamyrus discorhynchus, Hippopotamyrus grahami, Hippopotamyrus harringtoni, Hippopotamyrus macrops, Hippopotamyrus macroterops, Hippopotamyrus pappenheimi, Hippopotamyrus paugyi, Hippopotamyrus pictus, Hippopotamyrus psittacus, Hippopotamyrus retrodorsalis, Hippopotamyrus smithersi, Hippopotamyrus szaboi, Hippopotamyrus weeksii, Hippopotamyrus wilverthi, Hyperopisus bebe bebe, Hyperopisus bebe occidentalis, Isichthys henryi, Ivindomyrus opdenboschi, Marcusenius rhodesianus, Marcusenius sanagaensis, Marcusenius schilthuisiae, Marcusenius senegalensis gracilis, Marcusenius senegalensis pfaffi, Marcusenius senegalensis senegalensis, Marcusenius stanleyanus, Marcusenius thomasi, Marcusenius ussheri, Marcusenius victoriae, Marcusenius abadii, Marcusenius annamariae, Marcusenius bentleyi, Marcusenius brucii, Marcusenius cuangoanus, Marcusenius cyprinoides, Marcusenius deboensis, Marcusenius dundoensis, Marcusenius friteli, Marcusenius furcidens, Marcusenius fuscus, Marcusenius ghesquierei, Marcusenius greshoffii, Marcusenius intermedius, Marcusenius kutuensis, Marcusenius leopoldianus, Marcusenius livingstonii, Marcusenius macrolepidotus angolensis, Marcusenius macrolepidotus macrolepidotus, Marcusenius macrophthalmus, Marcusenius mento, Marcusenius meronai, Marcusenius monteiri, Marcusenius moorii, Marcusenius ntemensis, Marcusenius nyasensis, Marcusenius rheni, Mormyrops anguilloides, Mormyrops attenuatus, Mormyrops batesianus, Mormyrops breviceps, Mormyrops caballus, Mormyrops citernii, Mormyrops curtus, Mormyrops curviceps, Mormyrops engystoma, Mormyrops furcidens, Mormyrops intermedius, Mormyrops lineolatus, Mormyrops mariae, Mormyrops masuianus, Mormyrops microstoma, Mormyrops nigricans, Mormyrops oudoti, Mormyrops parvus, Mormyrops sirenoides, Mormyrus bernhardi, Mormyrus caballus asinus, Mormyrus caballus bumbanus, Mormyrus caballus caballus, Mormyrus caballus lualabae, Mormyrus casalis, Mormyrus caschive, Mormyrus cyaneus, Mormyrus felixi, Mormyrus goheeni, Mormyrus hasselquistii, Mormyrus iriodes, Mormyrus kannume, Mormyrus lacerda, Mormyrus longirostris, Mormyrus macrocephalus, Mormyrus macrophthalmus, Mormyrus niloticus, Mormyrus ovis, Mormyrus rume proboscirostris, Mormyrus rume rume, Mormyrus subundulatus, Mormyrus tapirus, Mormyrus tenuirostris, Mormyrus thomasi, Myomyrus macrodon, Myomyrus macrops, Myomyrus pharao, Oxymormyrus boulengeri, Oxymormyrus zanclirostris, Paramormyrops gabonensis, Paramormyrops jacksoni, Petrocephalus ansorgii, Petrocephalus balayi, Petrocephalus bane bane, Petrocephalus bane comoensis, Petrocephalus binotatus, Petrocephalus bovei bovei, Petrocephalus bovei guineensis, Petrocephalus catostoma catostoma, Petrocephalus catostoma congicus, Petrocephalus catostoma haullevillei, Petrocephalus catostoma tanensis, Petrocephalus christyi, Petrocephalus cunganus, Petrocephalus gliroides, Petrocephalus grandoculis, Petrocephalus guttatus, Petrocephalus hutereaui, Petrocephalus keatingii, Petrocephalus levequei, Petrocephalus microphthalmus, Petrocephalus pallidomaculatus, Petrocephalus pellegrini, Petrocephalus sauvagii, Petrocephalus schoutedeni, Petrocephalus simus, Petrocephalus soudanensis, Petrocephalus squalostoma, Petrocephalus sullivani, Petrocephalus tenuicauda, Petrocephalus wesselsi, Pollimyrus adspersus, Pollimyrus brevis, Pollimyrus castelnaui, Pollimyrus isidori fasciaticeps, Pollimyrus isidori isidori, Pollimyrus isidori osborni, Pollimyrus maculipinnis, Pollimyrus marchei, Pollimyrus nigricans, Pollimyrus nigripinnis, Pollimyrus pedunculatus, Pollimyrus petherici, Pollimyrus petricolus, Pollimyrus plagiostoma, Pollimyrus pulverulentus, Pollimyrus schreyeni, Pollimyrus stappersii kapangae, Pollimyrus stappersii stappersii, Pollimyrus tumifrons, Stomatorhinus ater, Stomatorhinus corneti, Stomatorhinus fuliginosus, Stomatorhinus humilior, Stomatorhinus kununguensis, Stomatorhinus microps, Stomatorhinus patrizii, Stomatorhinus polli, Stomatorhinus polylepis, Stomatorhinus puncticulatus, Stomatorhinus schoutedeni, Stomatorhinus walkeri |
| Ordine Siluriformes                      | |
| Malapteruridae (11 specie in 1 genere)   | Malapterurus beninensis, Malapterurus cavalliensis, Malapterurus electricus, Malapterurus leonensis, Malapterurus microstoma, Malapterurus minjiriya, Malapterurus monsembeensis, Malapterurus oguensis, Malapterurus shirensis, Malapterurus tanganyikaensis, Malapterurus tanoensis |

## Pesci elettrofori d'acqua marina
Questa tabella racchiude tutte le specie di pesci elettrofori marini noti; fanno tutti parte dell'ordine Torpediniformes, a sua volta suddiviso in due famiglie, e sono comunemente chiamate "torpedini".
| Taxon                                | Specie (62) |
| ------------------------------------ | --- |
| Ordine Torpediniformes               | |
| Narcinidae (40 specie in 9 generi)   | Benthobatis kreffti, Benthobatis marcida, Benthobatis moresbyi, Crassinarke dormitor, Diplobatis colombiensis, Diplobatis guamachensis, Diplobatis ommata, Diplobatis pictus, Discopyge tschudii, Heteronarce bentuviai, Heteronarce garmani, Heteronarce mollis, Heteronarce prabhui, Narcine atzi, Narcine bancroftii, Narcine brasiliensis, Narcine brevilabiata, Narcine brunnea, Narcine entemedor, Narcine indica, Narcine insolita, Narcine lasti, Narcine leoparda, Narcine lingula, Narcine maculata, Narcine oculifera, Narcine prodorsalis, Narcine rierai, Narcine tasmaniensis, Narcine timlei, Narcine vermiculatus, Narcine westraliensis, Narke capensis, Narke dipterygia, Narke japonica, Temera hardwickii, Typhlonarke aysoni, Typhlonarke tarakea |
| Torpedinidae (22 specie in 2 generi) | Hypnos monopterygium, Torpedo alexandrinsis, Torpedo andersoni, Torpedo bauchotae, Torpedo californica, Torpedo fairchildi, Torpedo formosa, Torpedo fuscomaculata, Torpedo mackayana, Torpedo macneilli', Torpedo marmorata, Torpedo microdiscus, Torpedo nobiliana, Torpedo panthera, Torpedo peruana, Torpedo puelcha, Torpedo semipelagica, Torpedo sinuspersici, Torpedo suessii, Torpedo tokionis, Torpedo torpedo, Torpedo tremens |